# Lac Hulun
Pour les articles homonymes, voir Dalaï.
 (février 2015).
Si vous disposez d'ouvrages ou d'articles de référence ou si vous connaissez des sites web de qualité traitant du thème abordé ici, merci de compléter l'article en donnant les références utiles à sa vérifiabilité et en les liant à la section « Notes et références ».
Pour la bannière de Mongolie-Intérieure, voir Bannière de Hure.
Le lac de Hulun ou Kulun (du mongol bitchig : ᠬᠦᠯᠦᠨ ᠨᠠᠭᠤᠷ ; cyrillique : Хөлөн нуур ; translittération : hölön naɣur), ou encore Dalai nuur ou Dalaï Nuur (du mongol bitchig : ᠳᠠᠯᠠᠢ ᠨᠠᠭᠤᠷ ; cyrillique : далай нуур ; translittération : Dalai Naɣur, littéralement lac-mer ou lac-océan), également appelé lac Chalaï (du mongol bitchig : ᠴᠠᠯᠠᠢ ᠨᠠᠭᠤᠷ ; translittération : Chalai Naɣur) est un lac de la Mongolie-Intérieure, en Chine. La plupart du temps, il n'a pas d'émissaire. Ce n'est que dans les années particulièrement pluvieuses qu'une rivière se forme à son extrémité nord-est et que ses eaux vont rejoindre l'Argoun. Au sein du système Kerulen – Argoun – Amour, il fait alors partie du septième plus long fleuve du monde.

## Géographie

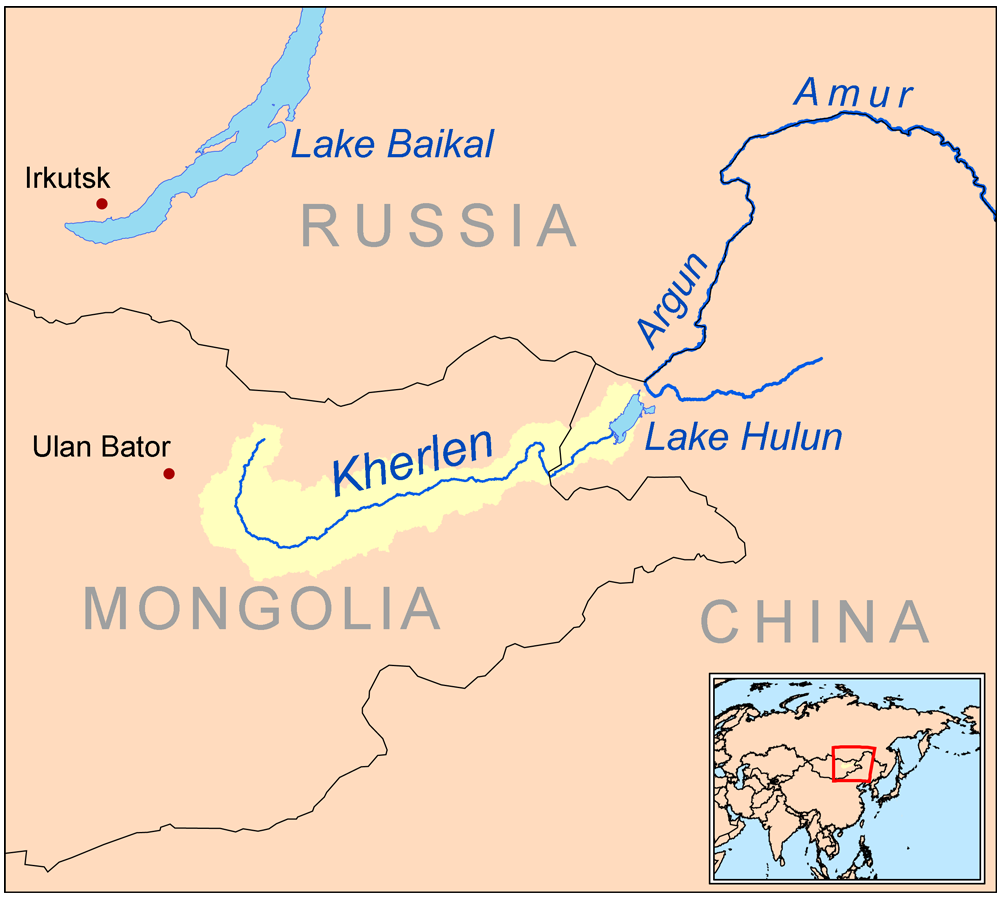
Carte du système Kerulen – Argoun – Amour

C'est un des cinq plus grands lacs d'eau douce de Chine, d'une surface d'environ 2 339 km2 qui varie selon les apports en eau. D'origine tectonique, il est alimenté principalement par le Kerulen au sud-ouest, mais aussi par le Orshuun (chinois : 乌尔逊河 ; pinyin : wūěrxùn hé, mongol : Оршуун гол) sur sa rive est. Peu profond, sa côte est relativement plate et est sablonneuse ou pierreuse suivant les endroits. Il est situé à 40 km au sud de la ville de Manzhouli dans une région de steppe peu peuplée au climat continental avec des hivers très froids (-25 °C en moyenne en janvier à Hailar) et des étés chauds et humides (20 °C en juillet).
Le lac gèle en hiver.
Le lac abrite plus de 30 espèces de poissons et 200 sortes d'oiseaux dont des oiseaux migrateurs, des canards, des oies, des cygnes et des grues, en particulier la rare grue du Japon. Il est en passe de devenir une destination touristique avec des stations thermales et de vacances.
En 1995, 7 000 tonnes de poissons ont été péchés ainsi que 100 tonnes de crevettes et 1 500 000 écrevisses.

## Galerie
|  |  |  |